# Harburg-Wilhelmsburg
Harburg-Wilhelmsburg era una città tedesca, esistita dal 1927 al 1938.

## Storia
Fu formata unendo le 2 città extracircondariali prussiane di Harburg/Elbe e Wilhelmsburg; l'unione fu voluta dal governo prussiano per creare una grande città che facesse da pendant alla città anseatica di Amburgo.
Harburg-Wilhelmsburg contava circa 110.000 abitanti e nel suo territorio erano presenti vasti impianti portuali (comunque collaboranti con i porti di Amburgo e Altona).
Nel 1937 la cosiddetta "legge sulla Grande Amburgo" decretò la cessione della città di Harburg-Wilhelmsburg dalla Prussia al Land di Amburgo.
Esattamente un anno dopo, il 1º aprile 1938, fu annessa ad Amburgo, che divenne così una città-stato.
Attualmente Harburg e Wilhelmsburg sono 2 quartieri di Amburgo, il primo appartenente al distretto omonimo, il secondo al distretto di Hamburg-Mitte.